# Tom Kristensen (författare)
Tom Kristensen, född 4 augusti 1893 i London, död 2 juni 1974 på Thurø, var en dansk författare och kritiker.

## Biografi
Kristensen växte upp i Köpenhamn. Hans barndom skildras i den självbiografiska romanen En Anden 1923 och i erinringsboken Aabenhjertige Fortielser 1966. Han bodde på Thurø från 1946 till sin död. Kristensen blev cand. mag. 1919. Mest känd är han för romanerna Hærværk 1930, om en alkoholiserad köpenhamnsförfattare och Livets Arabesk 1921, som är en diagnos på den moderna människans och samhällets splittring och brist på livsvärden och en replik till Holger Drachmanns Forskrevet, samt för sin debutdiktsamling Fribytterdrømme 1920.
Bland hans diktsamlingar märks även Paafuglefjeren (1922) och Verdslige Sange (1927). Kristensen verkade även som litterär kritiker i Tilskueren och Politiken.
Tom Kristensen var 1922 på en studieresa i Asien, som bland annat förde honom till Kina och Japan. Delar av de dikter som handlar om Kinaresan är senare tonsatta av bluesmusikern Peter Thorup på albumet Rejsen til Kina från 1978 (senare återutgiven på CD).
Från 1960 var Tom Kristensen medlem av Danska akademien.
Tom Kristensen är först och främst känd för sina dikter och romaner. Men han utgav också flera noveller. Flera av dem är samlade i novellsamlingen Vindrosen, som bland annat innehåller den kända expressionistiska novellen Ulykken.